# Ивановский, Игнатий Иакинфович
Ивановский Игнатий Иакинфович (1807—1886) — российский юрист-международник польского происхождения.

## Биография
Родился в Минске в 1807 году.
После окончания с золотой медалью Минской гимназии, учился в Виленском университете, где получил две награды — за сочинение на латинском языке и за сочинение «О вменении преступления» на польском языке. По окончании университета в 1826 году со степенью кандидата прав определён преподавателем истории и географии в Виленскую гимназию, но вскоре направлен в Императорский Московский университет — усовершенствоваться в русском языке. Затем учился в Профессорском институте при Дерптском университете (1828—1832). После успешной защиты 30 декабря 1833 года докторской диссертации «Die libera mercatura», направлен в Германию и на протяжении двух лет, прошедших преимущественно в Берлине, посещал лекции Ф. Савиньи, Ф. Ганса, Мишеле, Риттера и других знаменитых преподавателей Берлинского университета того периода. 
В 1835 году И. И. Ивановский вернулся в Россию и после прочтения пробной лекции «Краткий взгляд на науку дипломатии вообще» был причислен к Санкт-Петербургскому университету; с 1836 года — экстраординарный профессор, с 1837 года — ординарный профессор университета по кафедре общенародного права и дипломатии. Кроме международного права Ивановский читал много лет государственное право основных европейских государств. С 1857 года состоял в звании заслуженного профессора. В 1863 году избран деканом юридического факультета.
Кроме университета Ивановский преподавал ещё в Александровском лицее политическую экономию и статистику (1837—1867), а также в Пажеском корпусе и Школе гвардейских подпрапорщиков.
В 1870 году оставил преподавание, и руководство кафедрой международного права перешло к его ученику, профессору Ф. Мартенсу. В 1873 году избран почётным членом университета.
Скончался 28 августа (9 сентября) 1886 года.
В воспоминаниях его учеников отмечался блестящий дар слова, которым владел Ивановский, как не многие современники. Латинской речью Ивановский владел как родной.

## Научные работы
Из трудов Ивановского напечатано:
- Краткий взгляд на науку дипломатии вообще / Журнал Министерства народного просвещения. — 1836. — Ч. IX
- О началах постепенного усовершенствования государства: [речь] / [экстраординарный проф. С.-Петерб. ун-та Ивановский]. — Санктпетербург: В тип. Имп. акад. наук, 1837. — 15 с.
- Разбор сочинений Д. И. Каченовского «О каперах и призовом судопроизводстве» («25-е присуждение Демидовских наград», 1856
- Руководство статистики европейских государств: Курс 1 спец. кл.: Сост. на основании Наставления для образования воспитанников воен.-учеб. заведений, высоч. утв. 24 дек. 1848 г. / Сост. орд. проф. Имп. С.-Петерб. ун-та и Александр. лицея, наставником-наблюдателем в Паж. корпусе и в Шк. гвард. подпрапорщиков и юнкеров, д-ром прав Игнатием Ивановским. — Санкт-Петербург: Изд. книготорг. Маврикия Осиповича Вольфа, 1856. — [6], IV, 293 с.: табл. — (Учебные руководства для военно-учебных заведений.